# الخطوط الجوية الإسكندنافية الرحلة 347
رحلة الخطوط الجوية الاسكندنافية 347 كانت رحلة داخلية مجدولة تم اختطافها في 3 نوفمبر 1994 بعد وقت قصير من إقلاعها. الرحلة من مطار باردوفوس عبر مطار بودو إلى مطار أوسلو، فورنبو في النرويج تتم إدارتها بواسطة ماكدونل دوغلاس إم دي-80 التابعة لشركة الخطوط الجوية الإسكندنافية. كان الخاطف هو هاريس كيتش وهو بوسني يعيش في النرويج وقد طالب السلطات النرويجية بالمساعدة في وقف المعاناة الإنسانية في وطنه بسبب حرب البوسنة والهرسك. لم يصب أحد في الحادث.
اختطف كيتش الطائرة وعلى متنها 122 راكبا وطاقم مكون من ستة أفراد في الجو بعد مغادرتها باردوفوس. هبطت الطائرة كما هو مقرر في بودو حيث تم ترك جميع النساء والأطفال وكبار السن إلى جانب اثنين من طاقم الطائرة. ثم أقلعت الطائرة من بودو وعلى متنها 77 راكبا وطاقم مكون من أربعة أفراد. تم تحويلها إلى غارديموين حيث قدم كيتش مطالبه. استسلم في حوالي الساعة 21:00 بعد سبع ساعات من إقلاعها من باردفوس بعد تلبية بعض مطالبه. وحكم عليه بالسجن أربع سنوات بسبب الحادث.

## الاختطاف
كانت رحلة الخطوط الجوية الاسكندنافية 347 رحلة داخلية مجدولة من مطار باردوفوس عبر مطار بودو إلى مطار أوسلو. تم تسجيل الوصول والصعود إلى الطائرة كالمعتاد دون أي فحص أمني. في باردوفوس استقل 122 شخص الطائرة بما في ذلك مجموعة كبيرة من الجنود الذين كانوا في إجازة وفي طريقهم إلى ديارهم في جنوب النرويج. ذكر ممثلو المناولة الأرضية أن أيا من الركاب لم يتصرف بشكل مثير للريبة.
خلال المرحلة الأولى من الرحلة في حوالي الساعة 15:00 نهض كيتش مرتديا معطفا شتويا من مقعده وسار إلى مقدمة الطائرة. أوقفته مضيفة طيران. بعد التحدث لفترة قصيرة وحضور مضيفة طيران أخرى تم السماح له بالدخول إلى قمرة القيادة. لم يتم إعطاء أي معلومات عن عملية الاختطاف للركاب حتى وصولهم إلى بودو. تم إخلاء مطار بودو وتوقفت الطائرة في محطة بودو الجوية الرئيسية بالقسم العسكري. بعد الهبوط بأمر من الخاطف تم إبلاغ الركاب بأن جميع النساء والأطفال دون سن 18 والأشخاص الذين تزيد أعمارهم عن 60 عاما سيغادرون الطائرة. بعد حدوث ذلك كان هناك 77 راكبا وغادر أربعة من أفراد الطاقم. غادرت الطائرة بودو في حوالي الساعة 4:00 مساء وتوجهت إلى مطار أوسلو في غارديرموين الذي كان مغلقا أمام جميع حركة المرور الأخرى.
بعد أن هبطت الطائرة في غارديرموين في الساعة 17:20 تم الاتصال بين كيتش ومفاوض الشرطة مورتن الذي كان أيضا المفاوض الرئيسي خلال رحلة ايروفلوت 137 وهي عملية اختطاف حدثت أيضا في المطار. تحدث كيتش في الغالب باللغة الإنجليزية وأصر على الإشارة إليه ببساطة باسم «البوسني». وأبلغ على الفور أنه لم يؤذي أيا من أفراد الطاقم أو الركاب وأنه لا ينتمي إلى أحد. كانت مطالبه الفورية أن يقوم الممثلون الرسميون بإخبار العالم بما يجب القيام به لحل الصراع في البوسنة والهرسك. ثم قدم عرضا للوضع وأن نواياه الوحيدة كانت مساعدة أبناء وطنه. لعدة دقائق كان التحويل يتعلق بنقص المساعدة التي شعر كيتش بأنها كانت تُمنح إلى وطنه.
في النهاية طلب مورتن نقل طائرة هليكوبتر بها إمدادات طبية إلى جانب الطائرة الأمر الذي منحه كيتش الإذن. تم فقد الاتصال بين الطرفين واضطر مورتن إلى الاتصال بكيتش ست مرات قبل الحصول على رد. بعد 15 دقيقة استأنف كيتش الاتصال مرة أخرى. وطالبه بالتحدث مع شخص من وزارة الخارجية النرويجية وقال إنه يريد تغطية إعلامية للحادث. قال «أنا نفسي لست بحاجة للدعاية. أحتاج فقط إلى تنظيم مؤتمر صحفي للمجتمع الدولي بأسره ووسائل الإعلام وأن يقوم شخص ما من الحكومة النرويجية بتقديم وعود لي وللمجتمع الدولي بضمان أن تحاول الأمم المتحدة في نيويورك فتح جميع الممرات في البوسنة والهرسك لإطعام الناس في البوسنة والهرسك حتى يتمكنوا من تحمل الشتاء». وأشار كيتش إلى أنه إذا لم يؤد ذلك إلى أي شيء فسوف يذهب إلى الأمم المتحدة بنفسه وأن أصدقائه سوف يدعمونه. وأمهل السلطات ساعة واحدة لتلبية مطالبه قبل أن يسافر إلى وجهة أخرى.

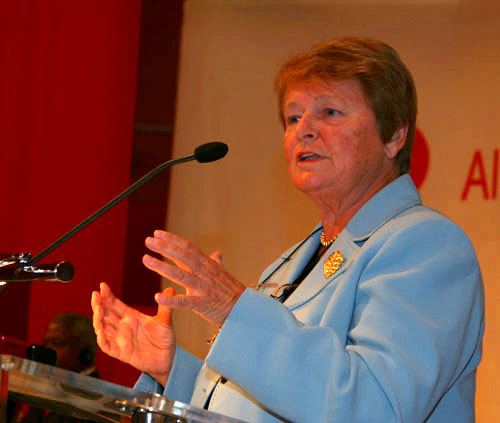
طالب الخاطف من بين آخرين رئيسة الوزراء النرويجية غرو هارلم برونتلاند بمساعدة المعاناة الإنسانية في البوسنة والهرسك.

في الساعة 19:02 طلب كيتش 10 أطنان (9.8 طن طويل و11 طن قصير) من وقود الطائرات والغذاء لمدة يومين إلى ثلاثة أيام ل80 شخصا. بعد ثلاث دقائق أبلغ مورتن كيتش بأن رئيس الشرطة عقد مؤتمرا صحفيا حيث تم تقديم مطالب كيتش وأهدافه وأنه قد تبعته جميع الصحف والقنوات التلفزيونية النرويجية الرئيسية. ورد كيتش بأنه لا يحتاج إلى رئيس الشرطة ولكن شخصا من وزارة الخارجية مثل رئيسة الوزراء غرو هارلم برونتلاند ووزير الخارجية بيورن توري غودال أو السفير النرويجي لدى الأمم المتحدة. وذكر مورتن أنه لم يكن من الممكن نقل رئيس الوزراء إلى المطار في غضون خمس دقائق فقط. ورد كيتش أنه إذا لم يحدث ذلك في غضون فترة زمنية معقولة فسوف يسافر إلى بلد آخر.
في الساعة 20:04 صرح أنه لا يؤمن ثورفالد ستولتنبرغ وزير الخارجية أو رئيس الوزراء أو أي سفير للأمم المتحدة. بعد ست دقائق طلب 25 طنا (25 طن طويل و28 طن قصير) من الأدوية للبوسنة والهرسك. بعد رد إيجابي من مورتن صرح كيتش أنه بحاجة إلى التعريف بوضع البوسنة والهرسك في وسائل الإعلام. ثم طالب غودال بإلقاء خطاب من البرلمان الأوروبي. في وقت لاحق تم التأكيد على أن الأدوية المطلوبة سيتم إرسالها جوا إلى البوسنة والهرسك في اليوم التالي.
صرح مورتن بعد ذلك أنهم لم يشعروا أن كيتش كان يفعل الأشياء بالطريقة الصحيحة. إذا اختار السفر إلى مطار جديد فسيتعين أن تبدأ المفاوضات من جديد ربما بلغة مختلفة. حث مورتن كيتش على الهدوء وأنهم يريدون حل الموقف تماما مثله. ورد كيتش بطلب المساعدة للبوسنة والهرسك. في الساعة 20:50 صرح كيتش «أود أن أطلق سراح الجميع بمن فيهم أنا. سوف يفهم كل من البوسنيين والنرويجيين هذا». بعد تأكيده أن استسلامه سيحدث في الساعة 21:00 صرح كيتش أنه كان «باردا وهادئا» وأنه ينوي الاستسلام دون أي مشاكل. وبتوجيه من المفاوض ذهب كيتش إلى الباب وفتحه واعتقل.
وبحسب الشرطة فإن الركاب تصرفوا بهدوء شديد في ظل الظروف المحيطة. سمح كيتش للعديد من الركاب باستخدام هواتفهم المحمولة مما سمح لأحدهم بالتواصل مع الشرطة وإبقاء الشريف يان بيرغن على اطلاع دائم بالموقف. وقد تم استدعاء شرطة مكافحة الإرهاب إلى مكان الحادث وهناك خطط لاقتحام الطائرة إذا تصاعد الموقف. بعد الحادث رفضت الشرطة الإفصاح عما إذا كانوا سيقتحمون الطائرة إذا نفذ كيتش تهديداته بالمغادرة إلى مطار آخر. خلال المراحل الأخيرة من الحادث تم إيقاف طائرة أخرى بجانب MD-82 والتي أكدت الشرطة أنها لعبت دورا في نهاية عملية الاختطاف. تم إجراء جميع الاتصالات تجاه الحكومة المركزية إلى وزارة العدل النرويجية ولم يتم الاتصال برئيس الوزراء أو وزير الخارجية. لم يتم العثور على أسلحة سواء على متن الطائرة أو عند الخاطف.

## فيما بعد
كان حارث كيتش في وقت الحادث يبلغ من العمر 25 عاما. ولد في سراييفو اليوغوسلافية وقتذاك وكان طالبا وصحفيا أثناء إقامته في وطنه. انتقل إلى النرويج في 11 يوليو 1993 بعد أن حصل على تصريح إقامة. بعد أن عاش في مركز استقبال اللاجئين في ألستاهوغ انتقل إلى منزله. كان صحفيا متطوعا في لاندسفورينينغين البوسنة والهرسك وكتب عدة مقالات. حتى الحادث كان لديه سجل جنائي نظيف. الناس الذين عرفوه وصفوه بالمتعاطف وواسع الحيلة وشككوا في أنه كان ينوي إيذاء أي شخص. صرح أحد مستشاري الهجرة في البلدية أنه «شخص ذو مبادرة» سعى للتعرف على النرويجيين والعثور على عمل.
تم اتهام كيتش بثلاث جرائم جنائية: الاختطاف والاحتيال والتزوير المتعلق بمحاولة إخراج 50000 كرونة نروجية من حساب مصرفي لأحد الأصدقاء. كان قد اعترف بالجريمة واستطاع العديد من الشهود تأكيد أنه ارتكب الجريمة. كانت هذه الحادثة هي القضية الثانية للمحكمة في النرويج فيما يتعلق بالاختطاف بعد أن تم اختطاف براثينز سيف فلايت 139 من قبل مخمور في عام 1985. يسمح القانون بعقوبة من 2 إلى 21 سنة سجن. في 16 يونيو 1995 حُكم على كيتش بالسجن لمدة أربع سنوات من قبل محكمة الاستئناف في إيدسيفاتينغ. وبعد أن تلقى الحكم قال للصحافة: «أنا آسف لاختطاف الطائرة. لقد اعتذرت للضحايا. إن اختطاف طائرة كان طريقة خاطئة تماما للفت الانتباه إلى الوضع في البوسنة والهرسك».